# Amerikanisches Komitee für die Befreiung der Völker Russlands
Das Amerikanische Komitee für die Befreiung der Völker Russlands (englisch American Committee for the Liberation of the Peoples of Russia; ACLPR) ist eine von zahlreichen antikommunistischen Organisationen, die während des Kalten Krieges in den USA gegründet wurden. Ein Ziel des Komitees war, Flüchtlingen aus der Sowjetunion Möglichkeiten und Perspektiven für einen Neuanfang zu bieten. Es wurde vom US-amerikanischen Nachrichtendienst CIA finanziert.

## Geschichte
Im Jahr 1953 gründete das Komitee den Radiosender Radio Liberation, der sich in den 1960er-Jahren in Radio Liberty umbenannte und 1973 mit dem vom Nationalkomitee für ein freies Europa gegründeten Sender Radio Free Europe fusionierte. Radio Liberty strahlt Sendungen in Sprachen der Völker der ehemaligen Sowjetunion aus. Ziel der Sendungen ist – nach eigenen Angaben – den Völkern der Sowjetunion einen freien Zugang zu Informationen und westlichen demokratischen Grundwerten zu ermöglichen.
Während seines Bestehens wechselte das Komitee mehrmals seinen Namen. Am 18. Januar 1951 als „Amerikanisches Komitee für die Befreiung der Völker der UdSSR“ (American Committee for Freedom for the Peoples of the USSR) gegründet, wurde es bereits im Mai des gleichen Jahres in „Amerikanisches Komitee für die Befreiung der Völker Russlands“ (American Committee for the Liberation of the Peoples of Russia) umbenannt. Im März 1953 erhielt es den Namen „Amerikanisches Komitee für die Befreiung vom Bolschewismus“ (American Committee for Liberation from Bolshevism, oder kurz Amcomlib). Ukrainische Emigranten, die sich von diesem Komitee vertreten lassen wollten, lehnten es ab, als eines der Völker Russlands bezeichnet zu werden.
Der Zusatz „vom Bolschewismus“ wurde 1956 fallengelassen. 1964 schließlich wurde das Komitee in „Radio Liberty Committee“ umbenannt.
Im Gegensatz zum Nationalkomitee für ein freies Europa hielt sich das Amerikanische Komitee für die Befreiung der Völker Russlands mit Öffentlichkeitsarbeit in den USA zurück. Aus diesem Grund stand das Komitee weniger im Brennpunkt der Kritik über politische Umsturzbemühungen.